# Dhimal
Le dhimal est une langue tibéto-birmane parlée au Népal et en Inde.

## Répartition géographique
Le dhimal est parlé au Népal dans les districts de Jhapa et Morang rattachés à la zone de Koshi. Un petit groupe de Dhimal réside au Bengale oriental en Inde.

## Classification interne
Le dhimal est une des deux langues dhimaliques, un groupe de la famille tibéto-birmane. 

## Sources
- (en) Karnakhar Khatiwada, 2012, Moods and modality in Dhimal, Nepalese Linguistics 27, p. 77-81.